# Í Augun Utí
Í Augun Utí es una recopilación del grupo de punk islandés Purrkur Pillnikk y fue lanzado en 2002 a través de Bad Taste en conmemoración del vigésimo aniversario de la separación del grupo.
Purrkur Pillnikk fue una influyente banda de punk islandesa formada a finales de la década de 1970. Se destacó por su estilo experimental, uniendo elementos de punk con otros géneros y por sus letras provocadoras. Estaba liderado por el cantante y trompetista Einar Örn Benediktsson, quien también es uno de los fundadores de la discográfica Bad Taste.
Í Augun Utí está formado por dos CD, el primero tiene las trece canciones correspondientes a Googooplex y el segundo CD está integrado por 31 canciones correspondientes a los discos Tilf, Maskínan y No Time to Think.
A pesar de su corta existencia, Purrkur Pillnikk dejó una huella indeleble en la música islandesa, siendo precursor de otros géneros y ayudando a formar el sonido que más tarde dominaría el escenario musical islandés, incluyendo el desarrollo de artistas internacionales como Björk.
Los miembros de la ya desaparecida banda Purrkur Pillnikk eran:
- Vocalista y trompeta: Einar Örn Benediktsson.
- Bajo: Bragi Ólafsson.
- Guitarra: Friðrk Erlingsson.
- Batería: Ásgeir Ragnar Bragason.

## Lista de canciones CD 1
1. “Fullkomnun” - (3:09)
2. “Ást # 2” - (1:59)
3. “Vinir mínir” - (5:59)
4. “Kassinn Minn” - (2:36)
5. “Svart/Hvítt” - (1:24)
6. “Uppgjör” - (2:57)
7. “Mig Langar” - (4:22)
8. ”Kúgun” - (2:10)
9. “Ósigur” - (3:30)
10. “Itesrof” - (2:57)
11. ”Augun Úti” - (3:51)
12. “Likami” - (3:13)
13. “Hambürger Plaza” - (1:49)

## Lista de canciones CD 2
1. “Tíminn” - (0:36)
2. “Slöggur” - (1:21)
3. “Læknir” - (1:30)
4. “Gleði” - (1:06)
5. “Andlit” - (1:12)
6. “Tilfinning” - (00:52)
7. “Þreita” - (1:16)
8. “Grunsamlegt” - (1:14)
9. “Ást” - (1:42)
10. “John Merrick” - (1:28)
11. “Tilfinning” - (00:52)
12. “Lestin” - (1:55)
13. “I Saw Her” - (1:33)
14. “Freyimdargretszchybusch” - (00:46)
15. “Dr. Livingstone” - (2:22)
16. “Við Sem Heima Situm #45” - (2:26)
17. “Kassinn” - (3:24)
18. “Kassinn Minn” - (1:16)
19. “John Merrick” - (3:32)
20. “Tíminn” - (1:26)
21. “Augun Utí” - (2:43)
22. “Googooplex” - (1:56)
23. “Orð Fyrir Dauða” - (2:00)
24. ”A” - (3:56)
25. ”B” - (2:12)
26. ”C” - (2:26)
27. ”D” - (2:00)
28. “Excuse Me” - (2:41)
29. “Surprise” - (1:01)
30. “Googooplex” - (2:24)
31. “For Viewing” - (1:39)